# Z.V.V. Avanti
Z.V.V. Avanti (Zaalvoetbalvereniging Avanti) is een zaalvoetbalclub uit Stiens, gemeente Leeuwarden, Friesland, Nederland. Zowel het eerste mannen- als het eerste vrouwenteam kwamen op het hoogste niveau uit in respectievelijk de Topdivisie en Eredivisie. Hiermee was Avanti de eerste zaalvoetbalclub die zowel met de mannen als de vrouwen het hoogste niveau bereikte zonder een eredivisieteam van buiten over te nemen.

## Algemeen
Zaalvoetbalvereniging Avanti is opgericht op 18 maart 1983 door enkele zaalvoetballers van de veldvoetbalclub CSL. De clubkleuren zijn groen/wit.
De organisatie van Avanti werd met ingang van het seizoen 2001/02 totaal veranderd. Zo werd er de Stichting Topzaalvoetbal Avanti Friesland opgericht, waarvan de nieuwe Businessclub Avanti Friesland deel uitmaakt. Het doel hiervan was het zaalvoetbal in de regio en Avanti in het bijzonder nader te professionaliseren en de financiële risico’s die aan topsport verbonden zijn uit de vereniging te halen.
Mannen
Na drie seizoenen op het hoogste niveau (toenmalig de Topdivisie) te hebben gespeeld, degradeerde het eerste team aan het einde van seizoen 2011/12. Dit resulteerde in een leegloop van de selectie, omdat de ruime onkostenvergoeding van de spelers niet meer betaald kon worden. Daarop werd besloten dit team na een seizoen uit de Eerste divisie terug te trekken. In plaats daarvan ging Avanti zich richten op het eerste vrouwenteam.
Vrouwen
Het eerste vrouwenteam speelde drie seizoenen (van 2016/17 tot en met 2018/19) in de Eredivisie. Voor het seizoen 2019/20 werd dit team voor het hoogste niveau teruggetrokken.